# Blaine Lindgren
Blaine Lindgren, född 26 juni 1939 i Salt Lake City i Utah, död 5 oktober 2019 i Salt Lake City, var en amerikansk friidrottare.
Lindgren blev olympisk silvermedaljör på 110 meter häck vid sommarspelen 1964 i Tokyo.